# كريستين فيرنر
كريستين فيرنر (بالألمانية: Christine Werner)‏ هي كاتِبة نمساوية، ولدت في 26 أغسطس 1954 في فيينا في النمسا.